# هتل فورسیزنس فیلادلفیا
هتل فورسیزنس فیلادلفیا، با نام رسمی هتل فورسیزنس فیلادلفیا در مجتمع کامکست، یک هتل مجلل در فیلادلفیا است که بخشی از گروه هتل‌ها و استراحتگاه‌های فورسیزنس است.

## تاریخچه و مشخصات
این هتل در طبقات ۴۸ تا ۵۷ مرکز فناوری کامکست قرار دارد که لابی و رستوران آن در طبقه ۶۰ واقع است. امکانات اقامتی شامل ۲۱۹ اتاق است که ۳۹ مورد از آنها سوئیت است. این هتل همچنین دارای استخر بی‌انتها و چشمه معدنی آبگرم می‌باشد.
ساختمان شامل هتل، همچنین دارای استودیوهای تلویزیونی، رستوران‌ها، یک مرکز خرید و یک پارکینگ است. کل پروژه شامل حدود ۱٬۵۶۶٬۰۰۰ فوت مربع (۱۴۵٬۵۰۰ متر مربع) می‌باشد.
این هتل قبلاً در میدان لوگان (به انگلیسی: Logan Circle) و بیش از ۳۰ سال در آن مکان قرارداشت. در مکان سابق آن، اکنون هتل لوگان واقع شده‌است. هتل جدید فورسیزنس در مرکز فن‌آوری کامکست در اوت ۲۰۱۹ افتتاح شد.
در ۷ نوامبر سال ۲۰۲۰، کنفرانس مطبوعاتی کمپین ریاست جمهوری دونالد ترامپ ۲۰۲۰ در محل توتال لنداسکیپینگ فورسیزنس (به انگلیسی: Four Seasons Total Landscaping)، که یک کسب و کار کوچک محوطه سازی در حومه شهر بود، برگزار شد. هتل فورسیزنس فیلادلفیا، ممکن است با کنفرانس مطبوعاتی کمپین ریاست جمهوری دونالد ترامپ ۲۰۲۰، اشتباه گرفته شده باشد. میزبان کنفرانس مطبوعاتی، کمپین ترامپ بود. این رویداد منجر به یک انفجار تبلیغاتی برای هر دو مورد هتل فورسیزنس فیلادلفیا و کسب و کار محوطه سازی شد.